# Siccesi
Siccesi (łac. Diocesis Siccessitanus) – stolica historycznej diecezji we Cesarstwie rzymskim w prowincji Mauretania Cezarensis, zlikwidowana w VII w. podczas ekspansji islamskiej, współcześnie w północnej Algierii. Obecnie katolickie biskupstwo tytularne.

## Biskupi tytularni
| Lp. | Biskup                   | Funkcja                                   | Od              | Do               |
| --- | ------------------------ | ----------------------------------------- | --------------- | ---------------- |
| 1   | William Patrick O’Connor | emerytowany biskup Madison (USA)          | 18 lutego 1967  | 31 grudnia 1970  |
| 2   | James Stephen Sullivan   | biskup pomocniczy Lansing (USA)           | 25 lipca 1972   | 29 marca 1985    |
| 3   | Enrique San Pedro        | biskup pomocniczy Galveston-Houston (USA) | 1 kwietnia 1986 | 13 sierpnia 1991 |
| 4   | Karel Herbst             | biskup pomocniczy Pragi (Czechy)          | 19 lutego 2002  |                  |